# Aaron Wheeler (cestista)
Aaron Michael Wheeler (Stamford, 24 settembre 1998) è un cestista statunitense.